# Lorenzo Marcello (sommergibile 1938)
Il Lorenzo Marcello è stato un sommergibile della Regia Marina.

## Storia
Inquadrato nel II Gruppo Sommergibili con base a Napoli, fu impiegato per attività addestrativa a fine anni Trenta. 
Il 5 giugno 1940, al comando del c. c. Luigi Donini, nell'imminenza dell'entrata in guerra dell'Italia, partì da Napoli diretto al largo di Capo Palos, ma fu obbligato al rientro (arrivò a Cagliari il 10 giugno) da fughe di cloruro di metile che avevano determinato l'intossicazione di vari membri dell'equipaggio.
Fra giugno e ottobre 1940 svolse tre infruttuose missioni offensive in Mediterraneo, per un totale di 3209 miglia di navigazione in superficie e 302 in immersione.
Se ne dispose poi l'invio in Atlantico. Il Marcello salpò da Napoli il 31 ottobre 1940 e il 5 novembre passò lo stretto di Gibilterra; portatosi poi nella sua zona d'agguato nei pressi di Capo San Vincenzo, cercò inutilmente due convogli le cui posizioni gli erano state segnalate e il 27 novembre diresse per Bordeaux, sede della base atlantica italiana di Betasom, ove giunse il 2 dicembre. 
L'11 gennaio 1941 lasciò Bordeaux al comando del c.c. Carlo Alberto Teppati per la seconda missione atlantica: il 17 gennaio, appena raggiunta la zona d'operazioni (ad ovest dell'Irlanda), cercò di attaccare un convoglio ma subì caccia antisommergibile da parte della scorta, con vari danni alla cassa assetto prodiera; il danno costrinse, due giorni dopo, ad intraprendere la rotta di rientro. La mattina del giorno seguente cannoneggiò il piroscafo belga Portugal (1550 tsl) affondandolo, ma perdendo un artigliere, che cadde in mare e annegò. Il 24 giugno il sommergibile raggiunse Bordeaux.
Il 6 febbraio 1941 il Marcello salpò da Bordeaux diretto a ovest dell'Irlanda, ma scomparve nel nulla.
Nel dopoguerra gli inglesi hanno segnalato tre azioni antisommergibile, tutte avvenute il 22 febbraio 1941, che avrebbero potuto essere state la fine del Marcello:
- la prima ad opera del cacciatorpediniere Hurricane in posizione 56°19' N e 7°59' O[6];
- la seconda effettuata dal cacciatorpediniere Montgomery nel punto 59°00' N e 17°00' O[6];
- la terza condotta dalla corvetta Perwinkle in posizione 59°18' N e 14°32' O[6].

Nessuna delle tre azioni coincide però con la zona d'agguato del Marcello dal 19 febbraio, cioè fra i paralleli 57° e 58° N. Altra possibilità è che autore dell'affondamento sia stato un idrovolante Short Sunderland, ma tale ipotesi è anch'essa poco probabile.
Scomparvero con il sommergibile il comandante Teppati e 57 fra ufficiali, sottufficiali e marinai.